# Rosalio José Castillo Lara
Rosalio José Castillo Lara (San Casimiro, 4 september 1922 - Caracas, 16 oktober 2007) was een Venezolaans geestelijke en kardinaal van de Katholieke Kerk.
Castillo Lara was een zoon en het derde kind van de zeven kinderen van Rosalio Castillo Hernández en Guillermina Lara Peña. Hij bezocht het seminarie van Don Bosco in Valencia en studeerde vervolgens aan het grootseminarie van Los Teques. Hij trad in 1940 toe tot de Orde van de Salesianen van Don Bosco en studeerde vervolgens aan het het Salesiaans Athenaeum van Turijn, waarna hij in 1953 promoveerde aan de Universiteit van Bonn in het kerkelijk recht.
Eerder, op 4 september 1949, was Castillo Lara priester gewijd door zijn heeroom. Na zijn promotie in Bonn werd hij president van de Venezolaanse bond voor katholieke opvoeders. Niet lang daarna werd hij hoogleraar aan het Athenaeum van de Salesianen in Turijn. In 1957 verhuisde hij naar Rome, om daar te doceren aan de - vanuit Turijn verplaatste - Salesiaanse faculteit voor kerkelijk recht. Hij keerde in 1966 terug naar Venezuela, waar hij provinciaal overste werd van de Salesianen.
Castillo Lara werd op 26 maart 1973 benoemd tot bisschop-coadjutor van Trujillo en tot titulair bisschop van Precausa. Zijn bisschopswijding vond plaats op 24 mei 1973. In 1975 werd hij secretaris van de Pauselijke Commissie voor de Herziening van het Kerkelijk Wetboek. Op 26 mei 1982 werd hij titulair aartsbisschop. Daaropvolgend werd hij in 1984 pro-president van de Pauselijke Commissie voor de Authentieke Interpretatie van het Kerkelijk recht.
Tijdens het consistorie van 25 mei 1985 creëerde Johannes Paulus II hem kardinaal. Zijn titeldiakonie werd de Nostra Signora di Coromoto in San Giovanni di Dio. In 1989 werd hij benoemd tot president van de Administratie van het Patrimonium van de Heilige Stoel. Een jaar later werd hij daarnaast president van de Pauselijke Commissie voor de Staat Vaticaanstad. Als zodanig was hij een vooraanstaande prelaat binnen de Romeinse Curie.
Op 29 januari 1996 werd hij bevorderd tot kardinaal-priester; zijn titeldiakonie werd ook zijn titelkerk pro hac vice.
Kardinaal Castillo Lara legde zijn functies neer in 1997. Hij overleed in 2007. Zijn lichaam werd opgebaard in de Chapelle Ardente van de Templo Nacional de San Juan Bosco de Altamira.
- Bibliothèque nationale de France: cb12348971q (data)
- Gemeinsame Normdatei: 172569818
- International Standard Name Identifier: 0000 0001 0881 8892
- Library of Congress Control Number: nr95024249
- Nationale Bibliotheek van Israël: 987010399954605171
- Nederlandse Thesaurus van Auteursnamen: 095157301
- Istituto Centrale per il Catalogo Unico: CUBV165700
- Système universitaire de documentation: 032464827
- Virtual International Authority File: 27140895
- WorldCat: E39PBJkT7wh3DwWkdtwjtTYtrq